# Ramonda nathaliae
Ramonda nathaliae är en tvåhjärtbladig växtart som beskrevs av Pancic och Petrovic. Ramonda nathaliae ingår i släktet Ramonda och familjen Gesneriaceae. Inga underarter finns listade i Catalogue of Life.